# Шалаши (Минская область)
Шалаши (бел. Шалашы) — деревня в Червенского района Минской области. Входит в состав Колодежского сельсовета.

## География
Располагается в 4 километрах к северу от райцентра, в 66 км от Минска, в 2,6 км севернее автодороги Минск—Могилёв по прямой и в 2,8 км по грунтовой дороге.

## История
Населённый пункт известен с XIX века. На 1858 год деревня, относившаяся к имению Натальевск, принадлежавшему помещику И. Буглаку, и входившая в состав Игуменского уезда Минской губернии, здесь проживали 40 человек. В 1884 году здесь была открыта смолокурня. Согласно Переписи населения Российской империи 1897 года деревня в составе Гребёнской волости, где было 19 дворов, проживали 123 человека, недалеко располагалась одноименная усадьба в 1 двор, где было 23 жителя, здесь работал смолокурный завод. На начало XX века в деревне 20 дворов и 145 жителей. На 1917 год 19 дворов, число жителей сократилось до 90. С февраля по декабрь 1918 года деревня была оккупирована немцами, с августа 1919 по июль 1920 — поляками. 20 августа 1924 года деревня включена в состав вновь образованного Войниловского сельсовета Червенского района Минского округа (с 20 февраля 1938 года — Минской области). Согласно Переписи населения СССР 1926 года насчитывался 21 двор, проживали 106 человек. В 1930-е годы в деревне была проведена коллективизация. Во время Великой Отечественной войны деревня была оккупирована немецко-фашистскими захватчиками в начале июля 1941 года, 21 её житель не вернулся с фронта. Освобождена в начале июля 1944 года. На 1960 год передана в состав Колодежского сельсовета, здесь насчитывалось 97 человек. В 1980-е годы относилась к хозяйству экспериментальной базы «Натальевск». На 1997 год насчитывалось 15 домов, жили 20 человек. На 2013 год 2 круглогодично жилых дома, 2 постоянных жителя.

## Население
- 1858 — 40 жителей
- 1897 — 20 дворов, 146 жителей (деревня + усадьба)
- начало XX века — 20 дворов, 145 жителей
- 1917 — 19 дворов, 90 жителей
- 1926 — 21 двор, 106 жителей
- 1960 — 97 жителей
- 1997 — 15 дворов, 20 жителей
- 2013 — 2 двора, 2 жителя